# Palazzo Sant'Arpino
Il Palazzo Caravita Sanchez de Leon o Palazzo Sant'Arpino è un palazzo storico di Napoli, ubicato in via Chiaia, di fronte al Palazzo Medici di Ottaviano.

## Storia
L'edificio sorse nel XVIII secolo, quando il Tribunale della Fortificazione stabilì di costruire alcuni bassi ricavati nel muraglione della Porta di Chiaia. L'idea fu ostacolata dai padri Teatini che risiedevano nella basilica di Santa Maria degli Angeli a Pizzofalcone e vantavano i diritti sul terreno da edificare. Dopo diverse discussioni, fu stipulato un accordo, che si concluse il 10 gennaio 1784 con un atto per l'abbattimento del muraglione; ciò comportò l'allargamento della strada e il diritto per i Teatini di utilizzare lo spazio ricavato con il pagamento di un censo.
I religiosi, nella parte confinante della proprietà, costruirono un fabbricato tra il 1786 e il 1789, e lo diedero in fitto. Fu in seguito acquistato dai Caravita Sanchez de Leon, duchi di Sant'Arpino. Dopo il 1860 nella struttura fu aperta la prima sede del Circolo Liberale Nazionale, in opposizione ai Circoli borbonici. Per lungo tempo fu sede della Compagnia del Gas, il cui presidente della Società fu il principe Giuseppe Caravita, che cedette alcuni ambienti del palazzo.

## Descrizione
Il palazzo presenta una facciata settecentesca a quattro piani con una sopraelevazione presumibilmente ottocentesca; le finestre sono decorate con timpani circolari: tranne quelle dell'ultimo piano che terminano in fasce modanate. Il portale è molto semplice, composto da un arco a tutto sesto modanato e racchiuso da fasce bugnate. Al piano nobile è presente un balcone sorretto da tre mensole, quella centrale, possiede lo stemma dei Caravita e dei Sanchez.
I sotterranei del palazzo sono collegati, attraverso un cunicolo, fino alle fondamenta della basilica di San Francesco di Paola in piazza del Plebiscito. Nell'atrio c'è un sarcofago ritrovato nell'opificio del Gas all'Arenaccia nel luglio 1887.

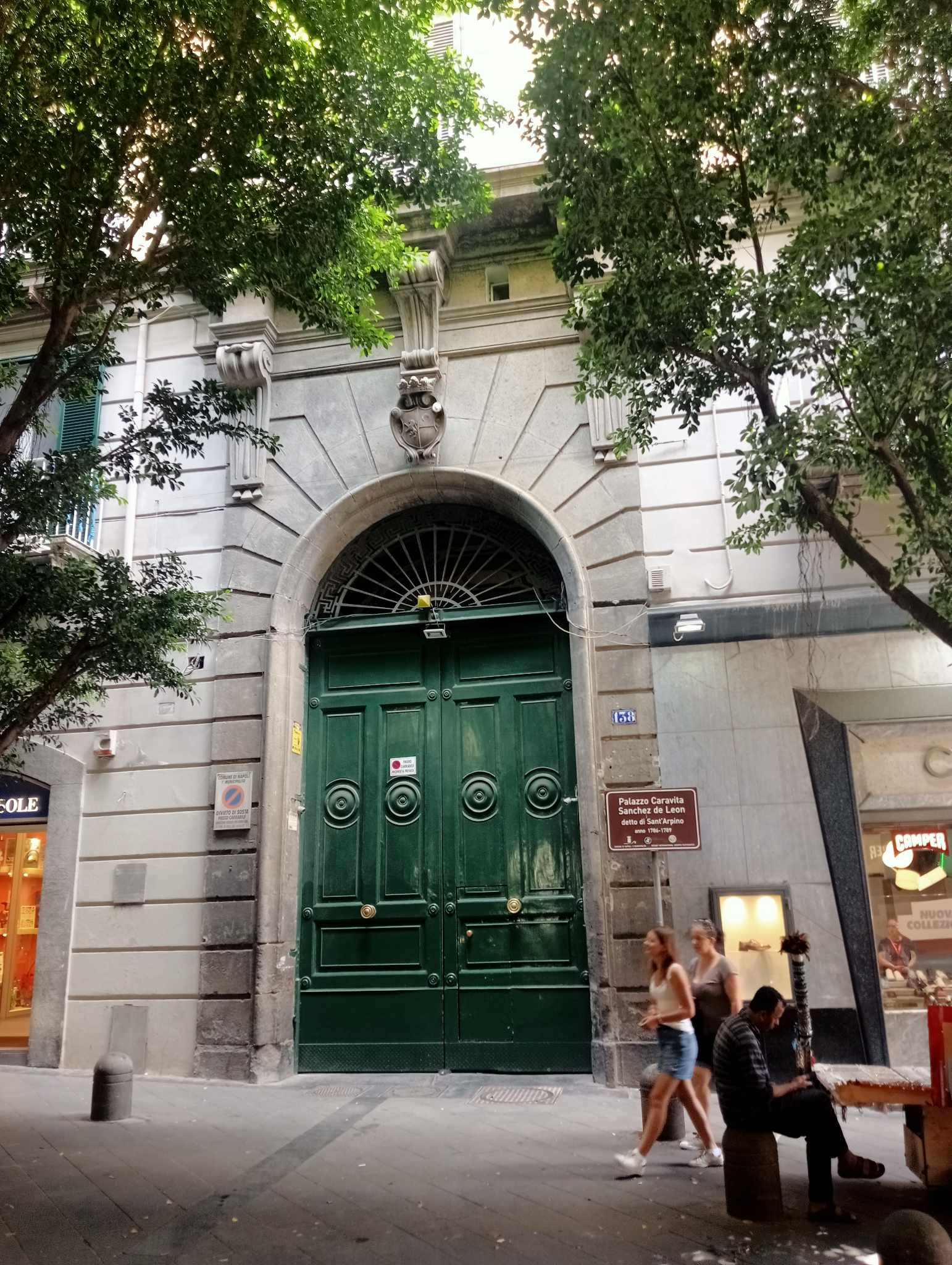
Il portale